# 岡村邦夫
岡村 邦夫（おかむら くにお、1954年6月7日 - ）は、日本の外交官。国際協力銀行開発業務部長や、国際協力機構上級審議役を経て、カメルーン駐箚特命全権大使を務めた。

## 経歴・人物
東京都出身。1979年東京大学法学部卒業。国際協力銀行開発業務部長や、国際協力機構企画部長、国際協力機構上級審議役を経て、2015年からカメルーン駐箚特命全権大使を務め、2017年には約58億円を限度とするヤウンデ－ブラザヴィル国際回廊整備計画に関する円借款書簡の交換を行った。2019年日本工営監査役。